# Matteo 13

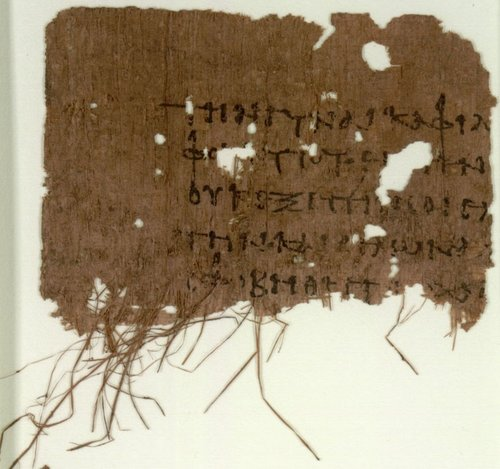
Matteo 13,55–56 sul Papiro 103, c. 200.

Matteo 13 è il tredicesimo capitolo del vangelo secondo Matteo nel Nuovo Testamento. I versetti dal 3 al 52 di questo capitolo sono detti complessivamente discorso parabolico per la presenza delle parabole riguardo al regno di Dio.

## Testo
Il testo originale era scritto in greco antico. Il capitolo è diviso in 58 versetti.

### Testimonianze scritte
Tra le principali testimonianze documentali di questo capitolo vi sono:
- Papiro 103 (~ 200; versetti 55-56)
- Codex Vaticanus (325-350)
- Codex Sinaiticus (330-360)
- Codex Bezae (~400)
- Codex Washingtonianus (~400)
- Codex Ephraemi Rescriptus (~450)
- Codex Purpureus Rossanensis (VI secolo)
- Codex Petropolitanus Purpureus (VI secolo; versetti 5-32, 42-58)
- Codex Sinopensis (VI secolo; versetti 7-47, 54-58)

## Struttura
Il capitolo può essere diviso nel seguente modo:
- Matteo 13,1-9 = Parabola del seminatore (Marco 4,1-20; Luca 8,4-15)
- Matteo 13,10-17 = Ragione delle parabole
- Matteo 13,18-23 = Spiegazione della parabola del seminatore (Marco 4,1-20; Luca 8,4-15)
- Matteo 13,24-30 = Parabola della zizzania (Marco 4,26-29)
- Matteo 13,31-32 = Parabola del granello di senape (Marco 4,30-32; Luca 13,19-21)
- Matteo 13,33-35 = Parabola del lievito (Luca 13,20-21)
- Matteo 13,36-43 = Spiegazione della parabola della zizzania
- Matteo 13,44 = Parabola del tesoro nascosto
- Matteo 13,45-46 = Parabola della perla
- Matteo 13,47-51 = Parabola della rete
- Matteo 13,52 = Parabola dello scriba
- Matteo 13,53-58 = Gesù viene rifiutato dagli abitanti di Nazareth (Marco 6,1-6; Luca 4,16-30)

## Descrizione
Matteo 13 presenta otto parabole e due spiegazioni delle medesime. Alla fine del capitolo, Gesù viene rifiutato dalla popolazione della sua città natia, Nazareth.
Il capitolo contiene le seguenti parabole in ordine di presentazione:
1. Parabola del seminatore, spiegata poi da Gesù stesso
2. Parabola della zizzania, spiegata poi da Gesù stesso
3. Parabola del granello di senape
4. Parabola del lievito
5. Parabola del tesoro nascosto
6. Parabola della perla
7. Parabola della rete
8. Parabola dello scriba

Le prime quattro parabole (Matteo 13,34) "vennero recitate alla presenza della folla, e le altre quattro rivelate alla più ristretta cerchia dei discepoli". Il teologo protestante tedesco David Strauss ha notato come questo capitolo "trabocchi di parabole". All'inizio del capitolo, Gesù siede su una barca nel mezzo del Mare di Galilea e si rivolge alla folla sulla spiaggia che lo ascolta. Il Textus Receptus ha inserito l'articolo determinativo (τὸ πλοῖον, to ploion), suggerendo che vi fosse una barca pronto ad attenderlo, mentre altri testi ritengono che tale articolo sia più propriamente da indicare come "una barca" e quindi che Gesù per l'occasione abbia preso in prestito una barca dai pescatori del posto.